# Isabelle Huppert
Isabelle Huppert (født 16. marts 1953 Paris) er en fransk teater- og filmskuespiller, der er kendt for sin alsidighed, talent og evne til at skabe dybtgående og komplekse karakterer og har haft en lang og succesrig karriere både på film og teater.
Huppert debuterede på film i 1971 og har siden medvirket i mere end 120 film i både fransk og internationalt filmsprog. Hun har arbejdet med en række anerkendte instruktører og har opnået ros for sine præstationer i forskellige genrer og roller. Hendes evne til at portrættere stærke, uafhængige og komplekse kvindelige karakterer har gjort hende til et ikon inden for filmverdenen.
Huppert har modtaget utallige priser og nomineringer i løbet af sin karriere, herunder flere César Awards (Frankrigs svar på Oscar-priserne) og en Golden Globe Award. Hun har også været nomineret til Academy Awards (Oscars) for sin præstation i filmen "Elle" fra 2016.
Isabelle Huppert er kendt for sin intense skuespilteknik, subtile udtryk og evnen til at fremhæve komplekse følelser og nuancer i sine karakterer. Hun er anerkendt som en af de mest betydningsfulde skuespillerinder i sin generation og har etableret sig som en af de mest respekterede og indflydelsesrige figurer inden for både fransk og international film.

## Udvalgte film
| År   | Dansk titel               | Original titel             | Rolle                   |
| ---- | ------------------------- | -------------------------- | ----------------------- |
| 2013 | Dead Man Down             |                            | Valentine Louzon        |
| 2012 | Amour                     |                            | Eva                     |
| 2006 | Magtens rus               | L'ivresse du pouvoir       | Jeanne Charmant-Killman |
| 2004 | Mig og min søster         | Les soeurs fâchées         | Martine Demouthy        |
| 2003 | Ulvetider                 | Le temps du loup           | Anne Laurent            |
| 2002 | 8 kvinder                 | 8 femmes                   | Augustine               |
| 2001 | Pianisten                 | La pianiste                | Erika Kohut             |
| 1996 | Valgslægtskaber           | Le affinità elettive       | Carlotta                |
| 1995 | Ceremonien                | La cérémonie               | Jeanne la postière      |
| 1994 | Adskillelsen              | La séparation              | Anne                    |
| 1988 | Den sorte engel           | Une affaire de femmes      | Marie                   |
| 1987 | Vidnet i vinduet          | The Bedroom Window         | Sylvia Wentworth        |
| 1983 | Lena og Madeleine         | Coup de foudre             | Lena Weber              |
| 1982 | Forellen                  | La truite                  | Frédérique              |
| 1980 | Heaven's Gate             |                            | Ella Watson             |
| 1979 | Søstrene Brontë           | Les soeurs Brontë          | Anne Brontë             |
| 1977 | Jeg elsker dig            | La dentellière             | Pomme                   |
| 1976 | En kvindelig læges dagbog | Docteur Françoise Gailland | Élisabeth Gailland      |
| 1975 | Operation Rosebud         | Rosebud                    | Helene Nikolaos         |
| 1974 | De to frække              | Les valseuses              | Jacqueline              |
| 1972 | Mig eller David           | César et Rosalie           | Marite                  |